# The X Factor (album)
The X Factor è il decimo album in studio del gruppo musicale britannico Iron Maiden, pubblicato il 2 ottobre 1995 dalla EMI.

## Descrizione
È l'album che vede l'importante avvicendamento al microfono di Blaze Bayley al posto di Bruce Dickinson. In merito al titolo dell'album il bassista Steve Harris ha dichiarato che, ogni volta che sta per essere fatto un disco del gruppo, il titolo è una delle ultime cose ad essere scelta, restando, quasi fino alla fine, il fattore "x", l'incognita (The X Factor). Considerando che questo risultava essere il decimo album e che regnava una grande incertezza legata al debutto di Bayley fu deciso di usare l'incognita.
Dopo l'album Fear of the Dark, gli Iron Maiden proseguono la saga con un album che in molte analogie rimanda a Piece of Mind: come per quello storico album, anche in questo lavoro il titolo non proviene da nessuno dei brani inseriti.
La copertina dell'album mostra le fasi del processo di lobotomizzazione subita da Eddie: la mascotte del gruppo è immobilizzata sul letto di una sala operatoria nel momento in cui la calotta cranica viene rimossa e lascia scoperto il cervello. Tale scena che rimanda alla copertina di Piece of Mind dove Eddie era già stato ricucito e legato.

## Tracce
Testi e musiche di Steve Harris, eccetto dove indicato.
1. Sign of the Cross – 11:18
2. Lord of the Flies – 5:05 (Steve Harris, Janick Gers)
3. Man on the Edge – 4:14 (Blaze Bayley, Janick Gers)
4. Fortunes of War – 7:25
5. Look for the Truth – 5:12 (Blaze Bayley, Janick Gers, Steve Harris)
6. The Aftermath – 6:19 (Steve Harris, Blaze Bayley, Janick Gers)
7. Judgement of Heaven – 5:12
8. Blood on the World's Hands – 5:58
9. The Edge of Darkness – 6:37 (Steve Harris, Blaze Bayley, Janick Gers)
10. 2 A.M. – 5:39 (Blaze Bayley, Janick Gers, Steve Harris)
11. The Unbeliever – 8:02 (Steve Harris, Janick Gers)

## Formazione
Gruppo
- Blaze Bayley – voce
- Dave Murray – chitarra
- Janick Gers – chitarra
- Steve Harris – basso
- Nicko McBrain – batteria

Altri musicisti
- Michael Kenney – tastiera
- The Xpresion Choir – canti gregoriani (traccia 1)

## Classifiche
| Classifica (1995-2021) | Posizione massima |
| ---------------------- | ----------------- |
| Austria                | 19                |
| Belgio (Fiandre)       | 19                |
| Belgio (Vallonia)      | 8                 |
| Croazia                | 16                |
| Finlandia              | 2                 |
| Francia                | 11                |
| Germania               | 16                |
| Italia                 | 5                 |
| Norvegia               | 25                |
| Paesi Bassi            | 29                |
| Regno Unito            | 8                 |
| Spagna                 | 21                |
| Stati Uniti            | 147               |
| Svezia                 | 4                 |
| Svizzera               | 27                |